# اریمو، هوکایدو
اریمو، هوکایدو (به لاتین: Erimo, Hokkaido) یک منطقهٔ مسکونی در ژاپن است که در Hidaka Subprefecture واقع شده‌است. اریمو  ۴٬۹۵۴ نفر جمعیت دارد.